# 君去りし誘惑
『君去りし誘惑』（きみさりしゆうわく）は、上木彩矢の8枚目のシングル。

## 概要
- 前作『SUNDAY MORNING』に続く、上木彩矢の2008年第2弾シングル。
- 大塚製薬「POCARI SWEAT」単独提供のミニ番組『ブカツの天使』中国・四国地区応援ソングに使用され、『POCARI SWEAT』の公式サイトでは早い段階からPVと本人によるコメント映像が配信されていた。また、本作の歌詞カードとCDのレーベル面には「POCARI SWEAT」のデザインと同様のラインを取り入れたものとなっている。

## 収録曲
1. 君去りし誘惑
  - 作詞：上木彩矢 / 作曲：大野愛果 / 編曲：岡本仁志

作曲には5作連続となる大野愛果を起用し、編曲とカップリング曲の作曲・編曲は前作に引き続きGARNET CROWのギタリストである岡本仁志を迎えた。大野は後に、表題曲を2013年12月発売のアルバム『Silent Passage』でセルフカバーをした。
プロモーションビデオは千葉県の千葉明徳高等学校の屋上で撮影された。また、先述のタイアップ先の番組で上木が担当した地区の応援アイドルである橘美緒が出演している。
2. Whenever you're gone Today
  - 作詞：上木彩矢 / 作曲・編曲：岡本仁志
3. 君去りし誘惑 ～Instrumental～

## タイアップ
君去りし誘惑
- 大塚製薬POCARI SWEAT presents 日本テレビ系列全国25局ネット番組『ブカツの天使』中国・四国地区応援ソング
- 日本テレビ系『スーパーチャンプル』2008年6月度エンディングテーマ
- テレビ東京『PVTV』2008年6月度オープニングテーマ
- テレビ金沢『びービーみつばち』2008年6月度エンディングテーマ
- チバテレビ制作全国32局ネット『MU-GEN 〜Music Generations〜』2008年6月度オープニングテーマ

## 楽曲の収録アルバム
君去りし誘惑
- Are you happy now?
- AYA KAMIKI Greatest Best

Whenever you're gone Today
- THE FINAL JOURNEY